# Sh'erit ha-Pletah
Sherit ha-Pletah (en hebreu: שארית הפליטה, literalment: "Els romanents") és un terme d'origen bíblic usat pels supervivents de l'Holocaust per referir-se a les comunitats de jueus agrupats en els camps de refugiats a Europa, una vegada alliberats pels aliats en el transcurs de 1945 prèvia fi de la Segona Guerra Mundial.

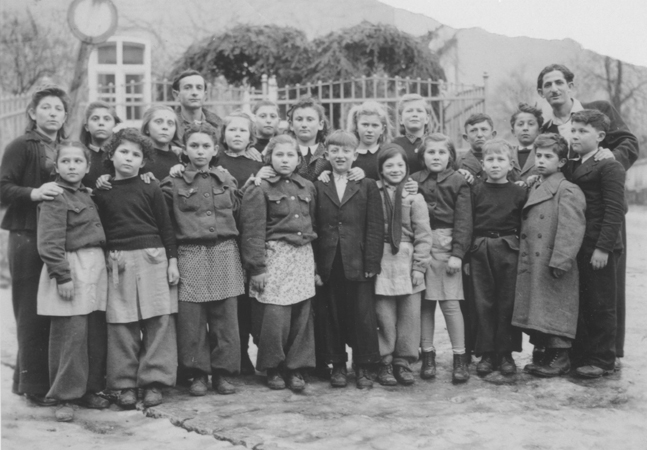
Nens al camp de Schauenstein DP el 1946

Centenars de milers de supervivents van esperar diversos anys per la seva repatriació en camps de refugiats a Alemanya, Àustria, i Itàlia sota el control dels Aliats. Els refugiats jueus es van organitzar social i políticament per garantir els seus drets humans i per posteriorment emigrar a Palestina, en aquell moment sota administració del Mandat Britànic de Palestina, avui dia Israel, on la majoria va acabar dirigint-se fins a 1950.